# Драматурги Єну
Драматурги Єну (англ. «The Dramaturges of Yan») — науково-фантастичний роман англійського письменника-фантаста Джона Браннера. Вперше опублікований 1971 року у журналі «Фантастик» (англ. «Fantastic»). 1972 року вийшло окреме видання у видавництві «Ейс букс».

## Стислий сюжет
На далекій планеті співіснують два соціуми. Тут є поселення колоністів-землян і місцевих аборигенів, що живуть родоплемінним ладом. Вони не є людьми, мають деякі відмінності у фізіології, проте сексуально сумісні з землянами. Фабула з єнцями займає біля 80 % тексту роману. Всі персонажі-земляни, окрім головного героя — поета, який захоплений культурою корінного населення, не викликають симпатії і є ніби перенесеними в майбутнє сьогоднішніми сірими посередностями, дріб'язковими обивателями. На їхньому фоні контрастно виглядають безхитрісні аборигени, що живуть у егалітарному суспільстві, де чужі самі поняття «влада» та «ієрархія». Автор інтригує цікавими подробицями міжрасової взаємодії двох цивілізацій.
Загадка планети Єн — величезні споруди, які невідомо хто побудував. Лише місцевий епос туманно пояснював їх виникнення. Крутий поворот у сюжеті — поява Грегорі Чарта — відомого шоумена, постановника масштабних дійств. Він підштовхує цілу низку подій, які, зрештою, розкриють таємницю Єну. Виявляється, аборигени — частини місцевого всепланетного Мегарозуму, який і залишив артефакти із свого більш раннього втілення. Цей Розум, що претендував на панування над Всесвітом, не міг вирішити елементарної задачі і здійснив акт ефектного самогубства.

## Проблематика
У романі поставлений ряд традиційних для наукової фантастики філософських питань — проблема контакту, колективного розуму, ролі розуму у Всесвіті. У книзі також оригінально розв'язане питання розкриття теми мистецтва у фантастиці.
Браннерівський Мегарозум Єну містить чимало суперечностей. Автор не показує походження та еволюцію розуму; нічого не каже про матеріальний носій розуму; мегарозум набагато випередив землян у своєму розвитку, проте для нього незбагненні їх технічні досягнення і їх спосіб переміщення у просторі. Ідея Розуму-Драматурга є нестандартною, проте занадто неправдоподібною. Єнський розум — митець, а не дослідник-вчений. Для такого рівня розуму актуальним є не мистецтво математичної формули, інженерної графіки чи золотого перетину, як це можна було б очікувати, а мистецтво планетарних видовищ. Видовищем є і смерть Розуму, після того, як той пересвідчився у неможливості свого подальшого розвитку.

## Переклади іншими мовами
- Німецька «Die Dramaturgisten von Yan» (1974)
- Португальська: «Os Dramaturgos de Yan» (1974)
- Французька: «Le dramaturge» (1977)
  - «Les dramaturges de Yan» (1995)
- Російська: «Действо на планете Йан» (1998) / переклад Олександр Мірер, В. Кулагіна-Ярцева[ru]

### Український переклад
Станом на 2023-й рік українською мовою роман не перекладено.